# Baileyranten
Die Baileyranten (norwegisch) sind ein Gebirgskamm aus Nunatakkern im ostantarktischen Königin-Maud-Land. Er ist der westlichste dreier Gebirgskämme der Mannefallknausane in der Maudheimvidda. Die anderen sind die Wildskorvene und die Wilsonberga.
Norwegische Wissenschaftler benannten ihn nach dem Glaziologen Jeremy Thomas Bailey (1941–1965) vom Falkland Islands Dependencies Survey, der am 12. Oktober 1965 gemeinsam mit zwei weiteren Wissenschaftlern beim Sturz ihres Motorschlittens in eine Gletscherspalte in der Tottanfjella ums Leben gekommen war.